# Auchterarder
Auchterarder (Schots-Gaelisch: Uachdar Àrdair) is een plaats ten noorden van de Ochil Hills in Perth and Kinross, Schotland.

## Geschiedenis
In 1834 ontstond onenigheid in de parish over de benoeming van een dominee. Dit was de eerste van enkele gebeurtenissen die uiteindelijk zou leiden tot een schisma binnen de Kerk van Schotland. De kerktoren is gerestaureerd en een plaquette legt uit hoe de kerk er oorspronkelijk heeft uitgezien.
Het dorp bestaat uit de ruim twee kilometer lange High Street, die tot de duurste straten van Schotland wordt gerekend. 

## Sport

### Golf
In Auchterarder is het Gleneagles Hotel met drie golfbanen. De King's en Queen's Courses waren de oudste en werden door James Braid in en net na de Eerste Wereldoorlog aangelegd. Het hotel werd later gebouwd en in 1928 kwam er nog een negenholesbaan bij. Sindsdien bleef men uitbreiden. De baan van de PGA Centenary Course werd door Jack Nicklaus ontworpen. Op deze PGA Centenary Course werd in 2014 voor het eerst de Ryder Cup gespeeld. In 2018 was het de locatie van de European Golf Team Championships 2018.

## Bekende personen
Geboren
De volgende mensen werden in Auchterarder geboren:
- Eve Graham, zangeres van de The New Seekers
- James Kennaway, schrijver

Inwoners
In 2001 woonden een kleine 4000 mensen in Auchterarder. Nu wonen er onder meer:
- Stephen Hendry, meervoudig wereldkampioen snooker
- John Rutherford Gordon, journalist